# Mauritz Gellner
Gustav Mauritz Valentin Gellner, född 14 februari 1901 i Örebro, död 21 augusti 1982, var en svensk målare.
Gellner var som konstnär autodidakt. Hans konst i olja består av landskapsbilder från Närkeslätten och i akvarell har han utfört en mängd karikerade sagomotiv.